# Chloroclystis thaumasta
Chloroclystis thaumasta är en fjärilsart som beskrevs av Louis Beethoven Prout 1925. Chloroclystis thaumasta ingår i släktet Chloroclystis och familjen mätare. Inga underarter finns listade i Catalogue of Life.